# Камейн
Камейн (бирм. ကမိန်လူမျိုး), также известные как Каман — преимущественно мусульманская индоарийская этническая группа, в основном проживающая в штате Ракхайн, Мьянма. Название Каман происходит из персидского языка и означает «лук». Каманы официально признаются правительством Мьянмы и классифицируются как одна из 7 этнических групп, составляющих нацию араканцев. Они считаются коренным населением и широко известны как граждане Мьянмы, которые имеют национальные удостоверения личности.
Каманы были сильно затронуты продолжающимися беспорядками в штате Ракхайн.

## История
В 1660 году Могольский принц Шах Шуджа бежал в Аракан (ныне штат Ракхайн), после безуспешной попытки захватить трон Могольской империи. Принц, вместе со своей семьей и последователями, перебрался в Мьяу-У, с мыслью о том, что правитель Аракана предоставит ему убежище и снабдит кораблями, чтобы совершить паломничество в Мекку. Его побег сопровождался целой волной иммигрантов-мусульман, бежавших из Могольской империи в Аракан.
Правитель Аракана, Санда Тудамма, сначала тепло принял принца, но вскоре отношения ухудшились. Принц, окруженный 200 последователями и местными мусульманами, решил свергнуть правителя Аракана, который отказался от своих предыдущих обещаний. В феврале 1661 года Шах Шуджа и некоторые его приближенные были убиты солдатами Аракана. В 1663 году дети Шаха Шуджи, включая дочерей, которые были отправлены в гарем правителя Аракана, также были убиты. Выжившие солдаты Шаха Шуджи были введены в специальный караульный отряд дворца Аракана, в специальное стрелковое подразделение, названное Каман (کمان, перс. лук‎).
Солдаты-каманы, наравне с афганскими наемниками из Северной Индии, приобрели большое влияние в политических играх королевства Аракан. Это продолжалось до 1710 года, когда король Санда Визая I смог подавить их власть и выслать большую часть каманов на остров Рамри (Янби). Потомки солдат-каманов все еще проживают на Рамри и в деревнях рядом с Акьябом (Ситуэ).
В 1931 году в Аракане проживали 2686 каманов.

## Дополнительная информация
- Harvey, G. E. History of Burma: From the Earliest Times to 10 March 1824 (англ.). — London: Frank Cass & Co. Ltd, 1925.
- Schearf, Daniel. Kaman Muslims Raise Concerns of Wider Conflict // Voice of America. — 2012. — 29 ноября. Архивировано 8 декабря 2015 года.
- Thant Myint-U. The River of Lost Footsteps (неопр.). — Faber & Faber, 2011. — ISBN 9780571266067.
- Yegar, Moshe. Between Integration and Secession: The Muslim communities of the Southern Philippines, Southern Thailand, and Western Burma / Myanmar (англ.). — Lanham, MD: Lexington Books, 2002. — ISBN 0739103563.